# Алмашки крај у Новом Саду
Алмашки крај у Новом Саду је просторно културно-историјска целина који је уједно и најстарије сачувани део Новог Сада. 

## Историја
Према мађарском историчару Мелхиору Ердујхељију становници коморског села Алмаш долазе у Петроварадински шанац  периоду од 1716 до 1718. 
Подручје на које се насељавају било је мочварно, испресецано барама и рукавцима. Алмашани постају граничари Подунавске војне границе (1698-1746), али настављају и даље да се баве и својим првобитним занимањем: ратарством, повртарством и сточарством и живе традиционалним животом српског села. Првобитне улице, главни потези Алмашког краја уочљиви су већ на мапи града из 1745. године, док су остале улице, које су биле уски пролази на острвима између главних потеза, формиране током XIX века. На плану града Новог Сада из 1877. године сагледиве су до данас очуване урбана матрица и парцелација. Kарактеристичан je сплет кривудавих и уских улица, различите и често променљиве ширине, насталих градњом кућа на сувим „гредама“ између водених токова, бара и рукаваца. Највећи број сачуваних кућа припада периоду друге половине XIX и првих деценија XX века. Изграђене су на месту ранијих кућа руралног типа на већ утврђеној парцели, те су због тога основе формиране под неправилним углом. Већина заузима цео улични фронт, док су крила постављена по ободу парцеле градећи основу неправилног ћириличног слова Г или П, зависно од тога да ли има једно или два бочна дворишна крила. То су претежно партерне и високо партерне куће, различите величине, квалитета и начина обраде. У организационом и конструктивном смислу готово да нема разлике између ових кућа. Увек су главне или гостинске собе постављене ка улици, а кухиња и помоћне просторије у дворишном крилу. Подрумске просторије су најчешће засведене полуобличастим зиданим сводом. Веће и богатије куће зидане су опеком, а мање у горњој зони често набојем или ћерпичем. Кровна конструкција је дрвена, најчешће на две воде, а кров покривен бибер црепом. У овом крају живело је сиромашније становништво, због чега је у њему и много скромних кућа, ниских приземница, без стилских обележја и појединачне архитектонске вредности. Групација сличних кућа, приближних габарита, са понеким занимљивим детаљима зиданих ограда, олука, прозора, забата или браварије заједно са онима значајније архитектуре чине амбијент који је као вредан присутан у свести становника. Слојевито градитељско наслеђе из различитих периода изградње (18, 19. и 20. век) обележено је стилским карактеристикама историзма, сецесије, модернизма, социјалистичког реализма и савремене архитектуре. Развој Новог Сада, као значајног привредног средишта након елибертације 1748. године, био је предуслов и за промену привредног и друштвеног контекста Алмашког краја. Дуж Темеринске улице, поред зелене пијаце и уличне продаје дрвене грађе и угља, отворене су бројне трговачке, занатске и угоститељске радње. Многе улице носиле су назив према занатлијама које су у њима имале своје радње. У Улици Ђорђа Рајковића настају погони фабрике „Текстил“ и низ фабрика, као што су: ливница фирме „Релић и Чолић“ и фабрика оловака и пенкала фирме „Хамел и Вак“, у коју је после Великог рата смештена производња четака; погон за фарбање свиле касније формираног Новосадског текстилног комбината; на другој страни улице подигнута је кожара, једина сачувана стара привредна зграда у срцу Алмашког краја у којој су данас смештени магацин и радионице Српског народног позоришта.
У Алмашком крају, на Подбари раније су појединачно утврђена два непокретна културна добра: Алмашка црква или Црква Света Три Јерарха (решењем из 1948. године) и зграда Матице српске (решењем из 1973. године).

## Одлука о проглашењу за НКД
Одлуком Владе Републике Србије 05 број 633-6504/2019 од 27. јуна 2019. године, Алмашки крај у Новом Саду, је проглашено за непокретно културно добро Србије.